# Entreprenad
Entreprenad är ett löfte att, till ett i förväg uppgjort pris mellan en beställare och en entreprenör, utföra ett arbete eller leverans inom en viss tid.
I vissa delar av Sverige är ordet entreprenad synonymt med byggföretag.

## Entreprenadformer inom byggindustrin

### Utförandeentreprenad
En utförandeentreprenad karaktäriseras av att beställaren utfört projekteringen (tar fram bygghandlingar såsom ritningar och beskrivningar) och därefter upphandlar en entreprenör som åtar sig att utföra arbetet som framgår av handlingarna. Ersättningsformerna är vanligen att entreprenören utför arbetet till ett fast pris eller på s.k. löpande räkning. Om entreprenören anlitar underentreprenörer kallas han eller hon normalt generalentreprenör. Beställaren är då ansvarig för konstruktionen, och entreprenören enbart för att utförandet blir i linje med av beställaren tillhandahållna handlingar. Det standardavtal som gäller för utförandeentreprenader är AB (Allmänna bestämmelser för byggnads-, anläggnings- och installationsentreprenader).

### Totalentreprenad
En totalentreprenad karaktäriseras av att entreprenören själv utför eller för egen räkning låter utföra projekteringen. Beställaren har som underlag vanligen lämnat ifrån sig någon form av enklare handlingar, där krav på den tänkta funktionen framgår, men inte exakt hur något skall vara. Entreprenadformen kallas ibland på grund av detta för funktionsentreprenad. Det standardavtal som gäller för totalentreprenader är ABT (Allmänna bestämmelser för totalentreprenader avseende byggnads-, anläggnings- och installationsarbeten).

#### Styrd totalentreprenad
För att beställaren ska få större kontroll över det arbete som entreprenören utför, tillämpas ibland styrd totalentreprenad. Detta innebär att entreprenören ansvarar för att leverera den totala funktionen, men att beställaren specificerar någon eller några delar av entreprenaden, exempelvis att entreprenören skall använda sig av en särskilt angiven modell av hissar eller fönster. Nackdelen med denna entreprenadform är att beställaren övertar ansvaret från entreprenören gällande funktionen hos just dessa delar. Däremot är entreprenören fortfarande skyldig att se till så att de specifika delarna inte försämrar den totala funktionen i entreprenaden.

#### Totalentreprenad inom industriellt byggande
Totalentreprenad verkar vara den entreprenadform som bäst kan tillgodose de krav på integration av produktutformning och produktion som industriellt byggande ställer. I det industriella byggandet genomförs de flesta projekt gällande volymbyggnation uteslutande genom totalentreprenad. Inom totalentreprenad är det ofta beställaren som ger riktlinjer gällande byggnadens krav, något som inom industriellt byggande ej efterfrågas.

#### Funktionsentreprenad inom industriellt byggande
Det som är utmärkande för en funktionsentreprenad är att beställaren formulerar sina mål i funktionella termer. Entreprenören försöker sedan lösa de funktionella kraven med tekniska lösningar. Entreprenören kan även stå för drift och underhåll, under en tid efter projektets avslut.

## Upphandlingsformer

### Generalentreprenad
Generalentreprenad är en upphandlingsform (till skillnad från total- respektive utförandeentreprenad som är entreprenadformer). Upphandlingsformen generalentreprenad innebär att beställaren upphandlar en entreprenör, "Generalentreprenören". Den upphandlade generalentreprenören kan sedan i sin tur upphandla underentreprenörer vid behov. En generalentreprenad kan upphandlas med valfri entreprenadform. Det vill säga en generalentreprenad kan utföras  antingen som utförande- eller totalentreprenad.  

### Delad entreprenad
Delad entreprenad är en upphandlingsform där beställaren upphandlar flera entreprenörer som blir sidoentreprenörer till varandra. Beställaren ansvarar sedan för samordningen mellan de olika entreprenaderna. Det är inte ovanligt att beställaren utser en av entreprenörerna till att vara huvudentreprenör med uppdrag att samordna de olika entreprenaderna. Om övriga sidoentreprenörers kontrakt överförs till huvudentreprenören kallas det för en samordnad generalentreprenad. De olika sidoentreprenaderna kan ha skilda entreprenadformer, det vill säga att en kan vara totalentreprenad medan en annan är utförandeentreprenad. 

### Underentreprenad
Underentreprenader utförs på beställning av huvudentreprenören. Dessa ingår egna avtal, avtalet mellan beställaren och huvudentreprenören påverkas inte. Den som anlitas arbetar åt huvudentreprenören, inte åt dennes beställare (som oftast är byggherren) direkt. Det är dock vanligt att beställaren (byggherren) först får godkänna vilka underentreprenörer huvudentreprenören kan anlita.
Underentreprenader kan vara i form av utförandeunderentreprenad eller i form av totalunderentreprenad (se förklaring ovan).
Det standardavtal som gäller för underentreprenader är AB-U (Allmänna Bestämmelser för underentreprenader i utförandeentreprenader) resp. ABT-U (Allmänna Bestämmelser för underentreprenader på totalentreprenad).